# Мины серии HPD

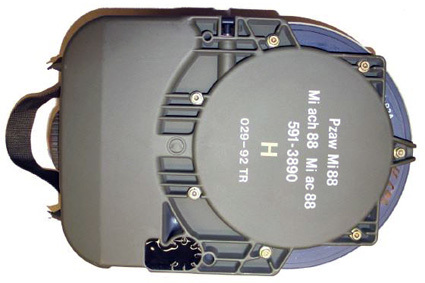
Мина HPD-2, используемая швейцарской армией

HPD-1, HPD-2 и HPD-3 — серия французских противотанковых мин с электрическим взрывателем производства компании TDA Armements. Вся серия мин соответствует американскому стандарту MIL-STD-331.

## HPD-1
HPD-1 состоит из большого корпуса с выступающей круглой секцией на одном конце, в которой находится заряд, действующий по эффекту Мисзнай-Шардина, и прямоугольной секции, в которой находятся батареи, а также сейсмические и магнитные датчики, используемые в электронном взрывателе. Мина была разработана для автоматической установки с минного заградителя «Матенин» или вручную.
Когда сейсмический датчик обнаруживает подходящую цель, срабатывает магнитный датчик, при прохождении над миной транспортного средства массой более восьми тонн, магнитный датчик приводит в действие боевую часть мины. Сначала мина взрывает очищающий заряд, который удаляет всю землю, которая может быть наложена на мину, затем вызрывает заряд, который выбрасывает кусок металла вверх. В ходе испытаний мина пробила до 100 миллиметров брони, хотя официально считается что она может пробить только 70 миллиметров.

## HPD-2
HPD-2 является развитием мины HPD-1. Включает в себя ряд усовершенствований как заряда, так и механизма взрывателя. Сообщается, что боеголовка мины представляет собой конструкцию, действующию по эффекту Мисзнай-Шардина «второго поколения», способную пробить броню толщиной до 150 миллиметров. Кроме того, мину можно укладывать на глубину до полутора метров.
Мина срабатывает после первоначальной задержки в десять минут и самоуничтожается через 30 дней. Также включает в себя устройство защиты от разминирования, которое чувствительно к движению и сигналам миноискателей.
По состоянию на 2006 год было заказано около 400.000 мин HPD-2. Мина находится на вооружении французской армии и продана вооружённым силам Бельгии и Норвегии. Находится в лицензионном производстве в Швейцарии и производится для швейцарской армии под обозначением Panzerabwehrmine 88 (Pzaw Mi 88).

## HPD-3
HPD-3 представляет собой дальнейшее развитие HPD-2 с программируемым взрывателем. Имеет трёхконтактный интерфейс для программирования. Мину можно установить на активный период продолжительностью 30 дней, после чего она самоуничтожается, или на более короткий активный период от 4 до 96 часов, после чего она самоуничтожается.

## Боевое применение
Мины HDP-2A2 поставлялись на Украину. 7 ноября депутат Госдумы Александр Бородай чуть не погиб, когда его машину чуть не подорвала мина HPD-2A2 в Херсонской области. Сообщается, что автомобиль службы безопасности, который ехал перед ним, подорвался на фугасе, в результате чего вылетели окна и шины. На видео показан замаскированная HPD-2A2, от которого его машина промахнулась на «миллиметры».

## Характеристики
|                     | HPD-1            | HPD-F2           | HPD-3            |
| ------------------- | ---------------- | ---------------- | ---------------- |
| Длина               | 280 мм           | 280 мм           | 280 мм           |
| Ширина              | 189 мм           | 189 мм           | 189 мм           |
| Высота              | 104 мм           | 104 мм           | 104 мм           |
| Масса               | 6,1 кг           | 7,2 кг           | 7,2 кг           |
| Взрывчатое вещество | 3,8 кг гексогена | 3,3 кг гексогена | 3,3 кг гексогена |

## Варианты
- HPD-1
- HPD-2
- HPD-F2
- HPD-2А
- HPD-3
- HPD-3P